# Campionato svizzero di football americano 2002
Il Campionato svizzero di football americano 2002 è stata la 17ª edizione dell'omonimo torneo, organizzato dalla SAFV.

## Squadre partecipanti
| Club                    | Città      | Stadio | Sponsor ufficiale | Risultato nella stagione 2001     |
| ----------------------- | ---------- | ------ | ----------------- | --------------------------------- |
| Bern Grizzlies          | Berna      |        |                   | Quarti di finale                  |
| Bienna Jets             | Bienne     |        |                   | Semifinalisti                     |
| Gladiators Beider Basel | Basilea    |        |                   | Finalisti                         |
| Landquart Broncos       | Landquart  |        |                   | Sesto posto in stagione regolare  |
| Lausanne Sharks         | Losanna    |        |                   | Quarti di finale                  |
| Seaside Vipers          | San Gallo  |        |                   | Semifinalisti                     |
| Thun Tigers             | Thun       |        |                   | Nono posto in stagione regolare   |
| Winterthur Warriors     | Winterthur |        |                   | Decimo posto in stagione regolare |
| Zürich Renegades        | Zurigo     |        |                   | Vincitori XVI Swiss Bowl          |

## Stagione regolare

### Calendario

#### 1ª giornata
| 21 aprile 2002 | Bienna Jets | 39 – 0 | Winterthur Warriors |  |

| 21 aprile 2002 | Landquart Broncos | 20 – 28 | Thun Tigers |  |

| 21 aprile 2002 | Lausanne Sharks | 14 – 0 | Bern Grizzlies |  |

#### 2ª giornata
| 28 aprile 2002 | Bern Grizzlies | 0 – 30 | Gladiators Beider Basel |  |

| 28 aprile 2002 | Lausanne Sharks | 6 – 22 | Bienna Jets |  |

| 28 aprile 2002 | Thun Tigers | 26 – 6 | Winterthur Warriors |  |

#### 3ª giornata
| 12 maggio 2002 | Gladiators Beider Basel | 36 – 19 | Thun Tigers |  |

| 12 maggio 2002 | Seaside Vipers | 6 – 40 | Zürich Renegades |  |

#### 4ª giornata
| 20 maggio 2002 | Landquart Broncos | 7 – 18 | Seaside Vipers |  |

#### 5ª giornata
| 26 maggio 2002 | Winterthur Warriors | 0 – 22 | Landquart Broncos |  |

| 26 maggio 2002 | Thun Tigers | 30 – 15 | Bern Grizzlies |  |

| 26 maggio 2002 | Seaside Vipers | 28 – 34 | Gladiators Beider Basel |  |

| 26 maggio 2002 | Bienna Jets | 14 – 34 | Zürich Renegades |  |

#### 6ª giornata
| 2 giugno 2002 | Winterthur Warriors | 0 – 50 (mercy rule) | Zürich Renegades |  |

| 2 giugno 2002 | Thun Tigers | 7 – 32 | Bienna Jets |  |

| 2 giugno 2002 | Landquart Broncos | 21 – 13 | Lausanne Sharks |  |

| 2 giugno 2002 | Bern Grizzlies | 19 – 31 | Seaside Vipers |  |

#### Bye 1
| 9 giugno 2002 | Bern Grizzlies | 26 – 27 | Bienna Jets |  |

| 9 giugno 2002 | Lausanne Sharks | 7 – 27 | Seaside Vipers |  |

| 9 giugno 2002 | Zürich Renegades | 41 – 7 | Landquart Broncos |  |

#### 7ª giornata
| 16 giugno 2002 | Bienna Jets | 26 – 27 | Seaside Vipers |  |

| 16 giugno 2002 | Gladiators Beider Basel | 36 – 12 | Landquart Broncos |  |

| 16 giugno 2002 | Lausanne Sharks | 47 – 0 | Winterthur Warriors |  |

| 16 giugno 2002 | Zürich Renegades | 46 – 6 | Thun Tigers |  |

#### 8ª giornata
| 22 giugno 2002 | Seaside Vipers | 50 – 0 (mercy rule) | Winterthur Warriors |  |

| 23 giugno 2002 | Zürich Renegades | 42 – 0 | Bern Grizzlies |  |

| 23 giugno 2002 | Thun Tigers | 17 – 6 | Lausanne Sharks |  |

| 23 giugno 2002 | Gladiators Beider Basel | 38 – 14 | Bienna Jets |  |

#### 9ª giornata
| 29 giugno 2002 | Zürich Renegades | 28 – 0 | Gladiators Beider Basel |  |

#### 10ª giornata
| 7 luglio 2002 | Gladiators Beider Basel | 20 – 21 | Lausanne Sharks |  |

| 7 luglio 2002 | Winterthur Warriors | 14 – 28 | Bern Grizzlies |  |

#### 11ª giornata
| 17 agosto 2002 | Seaside Vipers | 42 – 19 | Thun Tigers |  |

| 18 agosto 2002 | Zürich Renegades | 50 – 0 (mercy rule) | Lausanne Sharks |  |

| 18 agosto 2002 | Gladiators Beider Basel | 50 – 0 (mercy rule) | Winterthur Warriors |  |

| 18 agosto 2002 | Bern Grizzlies | 0 – 50 (mercy rule) | Landquart Broncos |  |

#### 12ª giornata
| 25 agosto 2002 | Bienna Jets | 10 – 20 | Landquart Broncos |  |

### Classifica
La classifica della regular season è la seguente:
- PCT = percentuale di vittorie, G = partite giocate, V = partite vinte, P = partite perse, PF = punti fatti, PS = punti subiti
- La qualificazione ai playoff è indicata in verde

| Pos. | Squadra                 | PCT   | G | V | P | PF  | PS  |
| ---- | ----------------------- | ----- | - | - | - | --- | --- |
| 1    | Zürich Renegades        | 1.000 | 8 | 8 | 0 | 331 | 33  |
| 2    | Gladiators Beider Basel | .750  | 8 | 6 | 2 | 244 | 122 |
| 3    | Seaside Vipers          | .750  | 8 | 6 | 2 | 230 | 140 |
| 4    | Bienna Jets             | .500  | 8 | 4 | 4 | 184 | 158 |
| 5    | Landquart Broncos       | .500  | 8 | 4 | 4 | 159 | 146 |
| 6    | Thun Tigers             | .500  | 8 | 4 | 4 | 140 | 204 |
| 7    | Lausanne Sharks         | .375  | 8 | 3 | 5 | 114 | 157 |
| 8    | Bern Grizzlies          | .125  | 8 | 1 | 7 | 88  | 238 |
| 9    | Winterthur Warriors     | .000  | 8 | 0 | 8 | 20  | 312 |

## Playoff

### Tabellone
|  | Wild Card | Wild Card         | Wild Card               |                |                  | Semifinali       | Semifinali       | Semifinali |  |  | XVII Swiss Bowl | XVII Swiss Bowl | XVII Swiss Bowl |  |
|  |           |                   |                         |                |                  |                  |                  |            |  |  |                 |                 |                 |  |
|  |           |                   |                         |                |                  | 1                | Zürich Renegades | 50         |  |  |                 |                 |                 |  |
|  |           |                   |                         |                |                  | 1                | Zürich Renegades | 50         |  |  |                 |                 |                 |  |
|  |           |                   |                         | Bienna Jets    | 0                |                  |                  |            |  |  |                 |                 |                 |  |
|  | 4         | Bienna Jets       | 12                      | Bienna Jets    | 0                |                  |                  |            |  |  |                 |                 |                 |  |
|  | 4         | Bienna Jets       | 12                      |                |                  |                  |                  |            |  |  |                 |                 |                 |  |
|  | 5         | Landquart Broncos | 10                      |                |                  |                  |                  |            |  |  |                 |                 |                 |  |
|  | 5         | Landquart Broncos | 10                      |                | Zürich Renegades | Zürich Renegades | 50               |            |  |  |                 |                 |                 |  |
|  |           |                   |                         |                |                  |                  |                  |            |  |  |                 |                 |                 |  |
|  |           |                   | Seaside Vipers          | Seaside Vipers | 12               |                  |                  |            |  |  |                 |                 |                 |  |
|  |           |                   |                         | Seaside Vipers | 12               |                  |                  |            |  |  |                 |                 |                 |  |
|  |           |                   |                         |                |                  |                  |                  |            |  |  |                 |                 |                 |  |
|  |           |                   |                         |                |                  |                  |                  |            |  |  |                 |                 |                 |  |
|  |           | 2                 | Gladiators Beider Basel | 28             |                  |                  |                  |            |  |  |                 |                 |                 |  |
|  |           |                   |                         | 28             |                  |                  |                  |            |  |  |                 |                 |                 |  |
|  |           |                   |                         | Seaside Vipers | 40               |                  |                  |            |  |  |                 |                 |                 |  |
|  | 3         | Seaside Vipers    | 42                      | Seaside Vipers | 40               |                  |                  |            |  |  |                 |                 |                 |  |
|  | 3         | Seaside Vipers    | 42                      |                |                  |                  |                  |            |  |  |                 |                 |                 |  |
|  | 6         | Thun Tigers       | 19                      |                |                  |                  |                  |            |  |  |                 |                 |                 |  |

### Wild Card
| 1º settembre 2002 | Seaside Vipers | 42 – 19 | Thun Tigers |  |

| 1º settembre 2002 | Bienna Jets | 12 – 10 | Landquart Broncos |  |

### Semifinali
| 22 settembre 2002 | Gladiators Beider Basel | 28 – 40 | Seaside Vipers |  |

| 22 settembre 2002 | Zürich Renegades | 50 – 0 (mercy rule) | Bienna Jets |  |

### XVII Swiss Bowl
| Berna 6 ottobre 2002 | Zürich Renegades | 50 – 12 | Seaside Vipers |  |

## Verdetti
- Zürich Renegades Campioni di Svizzera 2002